# Mark McCutcheon
Mark McCutcheon (Ithaca, 21 maggio 1984) è un ex hockeista su ghiaccio statunitense.
È figlio di Brian, ex-giocatore e allenatore di hockey su ghiaccio.

## Carriera
Mark McCutcheon seguì le orme paterne militando in NCAA nella formazione della Cornell University, appartenente alla ECAC Hockey. In quattro stagioni vinse un titolo e totalizzò 44 punti in 117 partite disputate. Dopo essere stato scelto nel 2003 dai Colorado Avalanche Mark per due stagioni giocò in American Hockey League nella formazione affiliata dei Lake Erie Monsters, passando un breve periodo in prestito in ECHL con i Johnstown Chiefs. Nel 2009 passò agli Idaho Steelheads, raccogliendo nel corso della stagione 17 presenze in AHL con le maglie di Portland e di Manitoba. Con Idaho raccolse 69 punti in 49 partite disputate.
Nell'estate del 2010 McCutcheon approdò in Europa. Il suo ingaggio fu annunciato, assieme a quello di Cato Cocozza, dai norvegesi del Vålerenga Ishockey; ad inizio stagione, nelle prime 16 partite fu capace di mettere a segno di 23 punti. A metà stagione Mark passò in DEL con i DEG Metro Stars concludendo l'annata con 8 punti in 42 presenze.
L'anno successivo approdò in Italia presso l'Hockey Club Bolzano, squadra con cui vinse lo scudetto. L'anno successivo fu raggiunto anche dal padre, ingaggiato come nuovo allenatore in sostituzione di Adolf Insam.
Nel maggio del 2013 McCutcheon fece ritorno nuovamente in Norvegia per vestire la maglia del Vålerenga Ishockey. Nel febbraio del 2014 si trasferì in Danimarca presso l'AaB Ishockey.

## Palmarès

### Club
- Campionato italiano: 1

Bolzano: 2011-2012
- Supercoppa italiana: 1

Bolzano: 2012
- Eastern College Athletic Conference: 1

Cornell University: 2004-2005